# Polla ilovacea
Polla ilovacea är en fjärilsart som beskrevs av W. Warren 1907. Polla ilovacea ingår i släktet Polla och familjen mätare. Inga underarter finns listade i Catalogue of Life.